# Црна рука
Црна рука је била тајно друштво, званично основано под именом Уједињење или смрт у Краљевини Србији 10. јуна 1910. године. Црна рука је деловала и пре тога, извршивши Мајски преврат 29. маја 1903. у којем су убијени краљ Александар Обреновић и краљица Драга Обреновић, чиме је прекинута лоза династије Обреновића.
Уједињење или смрт је имало панславистичке циљеве, са намером да уједини све територије Јужних Словена, посебно оне у саставу Аустроугарске. Гаврило Принцип, члан друге организације „Млада Босна“, уз подршку „Црне руке“, убио је 28. јуна 1914. у Сарајеву аустријског престолонаследника Франца Фердинанда давши тако повод за Први светски рат.

## Оснивање
Група нижих официра, на челу са поручником Драгутином Димитријевићем Аписом је августа 1901. основала Црну руку, завереничку групу против династије Обреновић. Прво заседање група је одржала 6. септембра 1901. Састанку су присуствовали капетани Димитријевић, Радомир Аранђеловић и Милан Петровић, као и поручници Антоније Антић, Драгутин Дулић, Милан Маринковић и Никодије Поповић. Сковали су план да се убије краљевски пар, краљ Александар и краљица Драга. Апис је лично предводио групу официра који су убили краљевски пар у Старом двору у ноћи између 10. и 11. јуна 1903. (28. и 29. маја по старом календару.
Након преврата долази до раскола и Црна рука се гаси.
Два дана после аустроугарске анексије Босне и Херцеговине, група српских министара, званичника и генерала је у Београду 8. октобра 1908. основала Народну одбрану, полутајно пансрпско удружење. Циљ удружења је било ослобађање Срба од аустроугарске окупације. Она је ширила антиаустријску пропаганду и организовала агенте у окупираним територијама. Сателитске организације су осниване у Словенији, Босни и Херцеговини и Истри. Најпознатија је била босанска група која је деловала под именом Млада Босна.
Тада долази до стварања организације Уједињење или смрт коју су углавном чинили бивши чланови Црне руке, па је и она била позната под именом Ц. Р. „Уједињење или смрт“ је основана је 9. маја 1911. у Београду, а први њени чланови и први потписници њенога Устава били су: Илија Радивојевић, Богдан Раденковић, Чедомиљ Поповић, Велимир Вемић, Драгутин Димитријевић Апис, Војислав Танкосић, Илија Јовановић (војвода Пчињски), Милан Васић, Милан Миловановић. Друштво је, ма да су и његови чланови и оно само били добро познати, основано као тајно, и имало је своје извршне органе, који је требало да примене пресуде односно одлуке организације.
Црну руку су углавном чинили релативно млађи завереници умешани у убиство краља Александра и краљице Драге, али је главна личност био пуковник Драгутин Димитријевић Апис.
Главне тачке Устава и Правилника организације „Уједињење или смрт“ односно Ц. Р. ове су:
- Чл. 1. У циљу остварења народног идеала, уједињења Српства, ствара се организација, чији члан може бити сваки Србин, без обзира на пол, веру, место рођења, као и сваки онај, који искрено буде служио овој идеји.
- Чл. 2. Организација претпоставља револуциону борбу културној, стога јој је институција апсолутно тајна за шири круг.
- Чл. 3. Организација носи назив „Уједињење или смрт“.
- Чл. 4. За испуњење овога задатка, организација, према карактеру свога бића, утиче на све службене факторе у Србији, као Пијемонту, и на све друштвене слојеве и целокупни друштвени живот у њој.

Даљи чланови обухватају ове најбитније одредбе: на врху организације стоји Врховна централна управа, чије су одлуке пуноважне за све чланове и која има право располагати животима, смрћу и имовином свих својих чланова. Интереси организације стоје над свима другим интересима, и њени чланови су дужни достављати организацији све, што сазнају, било у својој службеној функцији, било као приватни људи, а што се тиче организације. Врховна централна управа има право изрицања смртних осуда, чије се извршење поверава најпоузданијим њеним члановима или агентима. Ни један члан организације, пошто је већ уведен у њу, не може изаћи из ње, докле год је жив, нити му ко може уважити оставку. Чланови, који би својим издајством нанели штете организацији, кажњавају се смрћу.
Први чланови и потписници Устава били су:
- Илија Радивојевић
- Богдан Раденковић
- Чедомир Поповић
- Велимир Вемић
- Љубомир С. Јовановић
- Драгутин Димитријевић Апис
- Војислав Танкосић
- Илија Јовановић Пчињски
- Ристо Черековић
- Милан Васић
- Милан Гр. Миловановић

Да би се очувала што већа тајност, чланови се уписују у спискове и воде се не по именима, већ по редном броју. Чланови се међу собом као такви не познају, саобраћај међу њима врши се само преко нарочито одређених личности, и једино Врховна централна управа зна, ко су све чланови организације. Ипак зато, и ако не познају целу организацију ни њено устројство, сви чланови се обавезују на безусловну послушност и покорност организацији; они морају слепо извршивати све наредбе и понети чак и у гроб тајне, које се тичу организације.

## Српска акција у Македонији и Балкански ратови
У политичком животу утицај ове организације се јако осећао, нарочито после Балканских ратова.
Црна рука је представљала срж војничке опозиције цивилној влади. Скривајући се иза војске или опозиције, црнорукци су приморали краља Петра I да распусти владу Николе Пашића, иако је Народна радикална странка имала већину у Народној скупштини. Тек након руске интервенције и можда уз помоћ француског капитала, криза је решена у Пашићеву корист, а краљ Петар је био приморан да се повуче, наводно због болести, и за регента именује престолонаследника Александра. У Битољу дошло до инцидента поводом питања приоритета грађанске над војном влашћу. У Скупштини је социјалистички посланик Драгиша Лапчевић поднео интерпелацију на владу, што трпи илегалне организације. Скупштина се тада задовољила одговором председника владе.

## Сарајевски атентат и Први светски рат
Апис и црнорукци су имали јак утицај на Народну одбрану, кроз коју су покушавали да рашире мрежу агената Босни и Херцеговини. Овоме је помагало незадовољство српског становништва аустроугарском управом, српски национални покрет и ширење југословенске идеје после Балканских ратова. Са друге стране, Пашићева влада је покушавала да даље не квари односе са Аустроугарском, па је она покушавала да својим установама блокира рад црнорукаца у Босни и Херцеговини.

## Солунски процес
Пашић је на Солунском фронту одлучио да уклони најистакнутије припаднике Црне руке, тада већ званично распуштене. Димитријевић и неколико десетина његових сарадника су ухапшени због наводног атентата на престолонаследника-регента Александра и председника владе. Код ухапшеног генералштабног пуковника Драгутина Димитријевића-Аписа, члана Врховне централне управе, нађен је оригиналан Устав организације од 9/5 1911, а међу стварима оптуженог потпуковника Велимира Вемића нађен је списак чланова организације. Пресудом војних судова од 23. маја чланови организације пуковник Драгутин Димитријевић-Апис, мајор Љубомир Вуловић и Раде Малобабић су проглашени кривим за издају и осуђени на смрт. Остали оптужени осуђени су на дугогодишњу робију, од које су доцније помиловани, осим потпуковника Витомира Цветковића, који је умро у затвору за време истраге, и Богдана Раденковића, који је умро, пошто је пресуда изречена. Апис је стрељан месец дана касније, 24. јуна 1917.

## Међуратни период
Када је у фебруару 1924. поменута могућност учешћа бивших чланова удружења у обарању Пашићеве владе, ови су дали изјаву Народној скупштини у којој су отклонили од себе такву могућност, изјавили лојалност краљу и - напустили намеру тражења ревизије Солунског процеса, јер су сматрали да би пре нестали са лица земље сви осуђеници него што би она била дозвољена.

## Историјски резиме 1953 - 2012
На обновљеном судском процесу 1953. године, у Београду, све пресуде Вишег војног суда у Солуну су поништене, а сви осуђеници рехабилитовани, међу којима и сам Драгутин Димитријевић Апис. Обнову процеса су покретали чланови породице, преживели другови и поштоваоци више пута у међуратном периоду, али је до ње дошло тек након Другог светског рата, у новој држави ФНРЈ.
Повод за обнову процеса било је писмо стрељаног мајора Љубомира Вуловића, које је написао дан пред извршење пресуде, у коме је навео да је за атентат први пут чуо на самом суђењу, да су сведоци били лажни, изневши у њему све своје сумње и претпоставке, као и молбу да се у ослобођеној отаџбини утврдити права истина. Писмо је написао пријатељу Тодору Михаиловићу, а оставио војном свештенику Здравку Пауновићу. Ово писмо нашло се у рукама Александра Ранковића, министра унутрашњих послова ФНРЈ, који је затим наредио Истражном одељењу министарства да предузме трагање, у циљу утврђивања истине.
Године 2012. Апис је рехабилитован и по други пут, од стране српског судства.